# Carl August Schlegel
Carl Christian August Schlegel (auch Karl August Schlegel; * 15. November 1762 in Hannover; † 9. September 1789 in Madras (heute: Chennai)) war ein deutscher Kartograf und Genieoffizier.

## Leben
Carl August Schlegel wurde als siebentes Kind von Johanna Christina Erdmuthe, geb. Hübsch und Johann Schlegel in Hannover geboren. Er war der ältere der beiden zuletzt geborenen Brüder August Wilhelm Schlegel und Friedrich Schlegel, die Anfang des 19. Jahrhunderts als Mitbegründer der deutschen Indologie gelten.
Carl August Schlegel hatte sich einem von zwei kurhannoverschen Freiwilligen-Regimentern der Infanterie angeschlossen, die 1782 von König George III. nach Madras, Indien beordert worden waren. Die Truppenstärke umfasste insgesamt 2.800 Mann, von denen zehn Jahre später nur noch die Hälfte zurückkehrte. Viele waren in der Schlacht von Calicut 1790 im Dritten Mysore-Krieg gefallen oder infolgedessen an Krankheiten verstorben.
In Madras bzw. in Fort St. George begann Leutnant Schlegel auf Wunsch des Generals John Dalling als Kartograf zu arbeiten und setzte diese Arbeit auch unter dem neuen Gouverneur Archibald Campbell fort. Er verfasste eine militärische Studie zur Geographie der Karnatik, einer Region zwischen Ostghats und der Koromandelküste. Eine Handschrift Schlegels mit dem Titel "Versuch einer militärischen Geographie des Carnatiks" findet sich in der niedersächsischen Staats- und Universitätsbibliothek Göttingen, die von ihm angefertigte Karte desselben Gebiets ist in der Kartenabteilung der British Library in London verwahrt.
An den frühen Tod des Bruders erinnert Friedrich Schlegel in der Vorrede zu Über die Sprache und Weisheit der Indier und bemerkt dazu, dass dieser "in den letzten Jahren seines Lebens durch Reisen und durch Umgang mit den Eingebohrnen ein Studium des Landes, der Verfassung und des indischen Geistes begonnen hatte. August Wilhelm Schlegel widmet seinem Bruder einen poetischen Nachruf. In dem Gedicht Neoptolemus an Diokles von 1800 spricht der tote Bruder zu ihm, dem Lebenden:
Bruder, gedenkst du noch mein, des Fremdlings, welchen sein Trieb erst,
Dann die Länder, das Meer, endlich der Tod dir entfernt!
Es ist anzunehmen, dass das Schicksal von Carl August Schlegel die Brüder auch im gewissen Maße dazu brachte, sich dem indischen Subkontinent zuzuwenden, doch im Gegensatz zu ihrem gewollt spekulativen Ansatz, hatten sie den Erdteil ihrer "romantischen Sehnsucht" nie betreten, vor Ort hingegen, hatte Carl August Schlegel seinen Beitrag zur Festigung der britischen Herrschaft geleistet.